# SSW Super 25
Der Typ SSW Super 25 ist eine Baureihe von Containermotorschiffen der Schichau-Seebeck-Werft in Bremerhaven.

## Einzelheiten

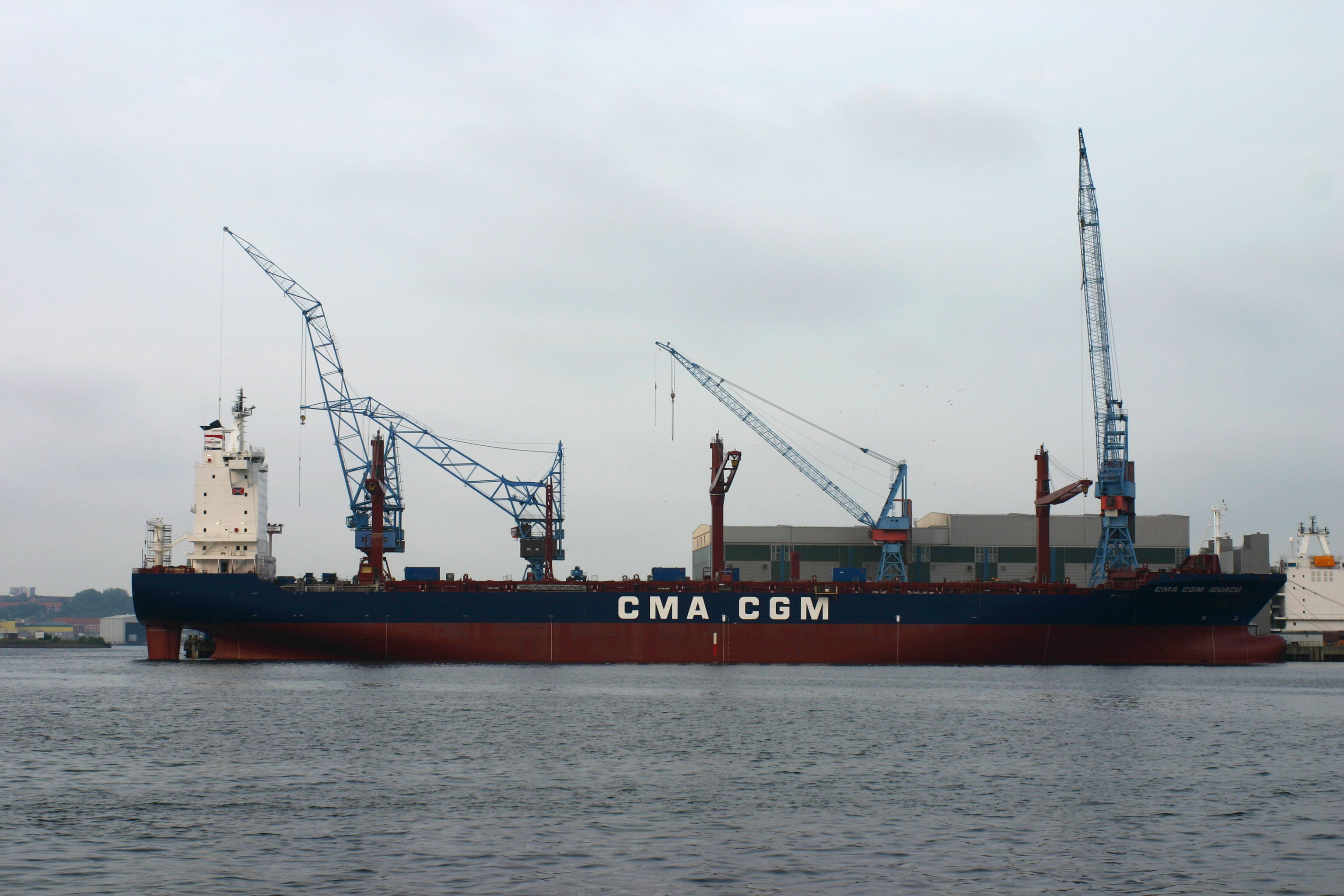
Die CMA CGM Iquacu 2006 bei HDW in Kiel

Der Schiffstyp SSW Super 25 hat sechs Laderäume und ist mit drei 45-Tonnen-Schiffskränen ausgerüstet. Die Schiffe sind für den Transport gefährlicher Ladung eingerichtet und besitzen eine Containerstellplatzkapazität von maximal 2490 TEU. 958 TEU der Containerladung kann in den Laderäumen befördert werden, weitere 1532 TEU finden an Deck Platz. Bei einer homogenen Beladung mit 14 Tonnen schweren Containern beträgt die Kapazität 1780 TEU. Es stehen 344 Anschlüsse für Kühlcontainer zur Verfügung, von denen 142 im Laderaum gefahren werden können. Bei den Nachbauten der HDW wurden 546 Anschlüsse für Kühlcontainer eingebaut.
Außer dem Hauptmotor sind zwei Hilfsdiesel mit 2200 kW Leistung, einer mit 1700 kW Leistung sowie ein Notdiesel mit 170 kW Leistung zur Erzeugung der elektrischen Energieversorgung installiert. Zum An- und Ablegen verfügen die Schiffe über ein Bugstrahlruder mit 1100 kW Leistung.

## Geschichte
Die SSW-Werft baute in den Jahren 2002/2003 sechs Schiffe des Typs für die Hamburger Reederei E.R. Schiffahrt. Drei Kaskos wurden als Unterauftrag durch die Daewoo-Werft im rumänischen Mangalia am Schwarzen Meer gefertigt und nach Bremerhaven verschleppt.
Der Baupreis für die sechs Schiffe dieses Typs lag bei etwa 180 Millionen US-Dollar. Die Hamburger Unternehmensgruppe Nordcapital, deren Hauptgesellschafter der gebürtige Bremerhavener Erck Rickmers ist, übernahm die Finanzierung des Schiffs-Sextetts. Beim Bau der sechs Schiffe entstanden der Werft aufgrund einer zu knappen Kalkulation Verluste von rund 35 Millionen US-Dollar, die maßgeblich zur zweiten Insolvenz der Werft beitrugen. Trotzdem gilt der Schiffstyp als erfolgreiche Konstruktion. Weitere vier Schiffe des Typs entstanden bei der Kieler Howaldtswerke-Deutsche Werft nach den Plänen der Bremerhavener SSW-Werft. Diese arbeitete bei den in Kiel gebauten Schiffen als Subunternehmer und lieferte Deckshäuser, Vor- und Achterschiffe, sowie weitere Sektionen an die HDW.

## Die Schiffe der Serie
| SSW-Super-25-Containerschiffe | SSW-Super-25-Containerschiffe | SSW-Super-25-Containerschiffe | SSW-Super-25-Containerschiffe | SSW-Super-25-Containerschiffe | SSW-Super-25-Containerschiffe                                                                                     |
| Bauname                       | Werft/Baunummer               | IMO-Nummer                    | Ablieferung                   | Auftraggeber                  | Umbenennungen und Verbleib                                                                                        |
| ----------------------------- | ----------------------------- | ----------------------------- | ----------------------------- | ----------------------------- | --- |
| E.R. Bremerhaven              | SSW/2002                      | 9239886                       | 2002                          | E.R. Schiffahrt               | in Fahrt gesetzt als Safmarine Cunene, 2012 E.R. Bremerhaven, 2015 TG Athena                                      |
| E.R. Helgoland                | SSW/2003                      | 9239898                       | 2002                          | E.R. Schiffahrt               | in Fahrt gesetzt als Safmarine Zambezi, 2012 E.R. Helgoland, 2016 Suffolk Trader, 2018 SSL Krishna                |
| E.R. Cuxhaven                 | SSW/2004                      | 9239903                       | 2002                          | E.R. Schiffahrt               | in Fahrt gesetzt als Maersk Newark , 2009 E.R. Cuxhaven, 2016 Norfolk Trader, 2018 AS Pamira, 2021 MSC Pamira III |
| E.R. Wilhelmshaven            | SSW/2005                      | 9246310                       | 2002                          | E.R. Schiffahrt               | in Fahrt gesetzt als Maersk New Orleans, 2007 E.R. Wilhelmshaven, 2015 BSL Limassol, 2021 Groton                  |
| E.R. Bremen                   | SSW/2006 Daewoo-Mangalia/4018 | 9246322                       | 2003                          | E.R. Schiffahrt               | 2003 Maersk Norfolk, 2007 CCNI Manzanillo, 2010 E.R. Bremen, 2013 Puccini, 2019 SL Tweety                         |
| E.R. Elsfleth                 | SSW/2010 Daewoo-Mangalia/4023 | 9246346                       | 2003                          | E.R. Schiffahrt               | 2003 Maersk Newcastle, 2007 Andes Bridge, 2008 E.R. Elsfleth, 2020 E.R. Elena, 2021 Elizabeth                     |
| Maersk Naples                 | HDW/379                       | 9304734                       | 2004                          | MPC Steamship                 | 2009 Rio Alster, 2010 MCC Shanghai, 2013 Rio Alster, 2013 Saint Nikolaos, 2019 E.R. Camilla, 2021 Cindy           |
| Andres E                      | HDW/382                       | 9304760                       | 2004                          | Crystal Bay GmbH & Co.        | in Fahrt gesetzt als Maersk Nashville , 2011 Crystal Bay, 2016 Chiquita Trader                                    |
| Carolina E                    | HDW/381                       | 9304758                       | 2005                          | Coral Bay GmbH & Co.          | 2005 Maersk Narbonne, 2011 Coral Bay, 2015 Chiquita Express                                                       |
| Rio Adour                     | HDW/386                       | 9344552                       | 2006                          | MPC Steamship                 | 2006 CMA CGM Iguacu, 2014 Rio Adour, 2014 Virginia Trader                                                         |